# Distrito de Medak
Medak (en telugú; మెదక్ జిల్లా) es un distrito de India en el estado de Telangana. Código ISO: IN.AP.ME.
Comprende una superficie de 9 699 km².
El centro administrativo es la ciudad de Sangareddi.

## Demografía
Según el censo de 2011 contaba con una población total de 3 031 877 habitantes.